# Stuart Attwell
Stuart Attwell Steven (sinh ngày 06 tháng 10 năm 1982) là một trọng tài bóng đá Anh quê ở Nuneaton, Warwickshire. Ông hoạt động chủ yếu ở Liên đoàn bóng đá Anh (The Football League). Attwell đã ra mắt nổi bật trong năm 2008 là người trẻ tuổi nhất từng làm trọng tài ở Premier League nhưng đã bị giáng chức từ khỏi Select Group trong tháng 2 năm 2012, quay lại trọng tài bóng đá của The Football League.